# Luperus sulphuripes
Luperus sulphuripes es una especie de insecto coleóptero de la familia Chrysomelidae.
Fue descrita científicamente en 1858 por Graells.